# Harmadik személy (jog)
A harmadik személy (vagy harmadik fél) egy jogi fogalom. Olyan személyt jelöl, aki nem számít félnek egy adott jogviszonyon (pl. szerződésen) belül, mégis bizonyos jogok megilletik. Főleg a polgári jogban illetve a polgári perrendtartásban használatos kifejezés. 
A kifejezés használatának célja a jogviszonyban részt vevő felektől való megkülönböztetés. Vonatkozhat - elvileg -  bárkire, vagy személyek korlátozott csoportjára.
A magyar védjegytörvény előírja, hogy Jóhiszemű és ellenérték fejében jogot szerző harmadik személlyel szemben kizárólag akkor lehet hivatkozni a védjeggyel kapcsolatos bármely jogra, ha azt jogot, amire hivatkoznak,  a védjegylajstromba bejegyezték.
Hasonló rendelkezést tartalmaz a magyar magyar szabadalmi törvény is: Jóhiszemű és ellenérték fejében jogot szerző harmadik személlyel szemben a szabadalommal kapcsolatos bármely jogra csak akkor lehet hivatkozni, ha azt a szabadalmi lajstromba bejegyezték.

## A harmadik személy javára szóló szerződés
A harmadik javára kötött szerződést  (negotium in favorem tertii) már a római jog ismerte. Ez a szerződő felek olyan tartalmú jogügylete, hogy a kötelezett a szerződésből folyó szolgáltatást egy megjelölt harmadik személynek teljesítse. Tárgya mindaz, ami szerződéses szolgáltatás tárgya lehet, akár kötelmi, akár dologi jogi. A szerződésből közvetlenül a harmadik személy lesz jogosított.
A hatályos magyar Polgári Törvénykönyv 6:136. § rendelkezik a harmadik személy javára szóló szerződés teljesítéséről.  Ezek szerint:
Ha a felek harmadik személy részére teljesítendő szolgáltatásra kötöttek szerződést, a harmadik személy akkor követelheti közvetlenül a szolgáltatás teljesítését, ha
- a) ezt a jogát a felek kifejezetten kikötötték; vagy
- b) ez a szerződés céljából vagy az eset körülményeiből egyértelműen következik.[4]

A harmadik személy a javára kikötött szolgáltatás teljesítését attól kezdve követelheti, hogy őt valamelyik fél értesíti arról, hogy a javára szóló szerződést kötöttek. Ha a harmadik személy a szolgáltatás teljesítésének követeléséről lemond, a szolgáltatást a javára szerződött fél követelheti.A kötelezett a szerződésből folyó kifogásait a harmadik személlyel szemben is érvényesítheti.